# Totzenbach (Herrschaft)
Die Herrschaft Totzenbach war eine Grundherrschaft im Viertel ober dem Wienerwald im Erzherzogtum Österreich unter der Enns, dem heutigen Niederösterreich.

## Ausdehnung
Die Herrschaft umfasste zuletzt die Ortsobrigkeit über Böheimkirchen, Geigelberg, Graben, Hinterberg, Hagenau, Penzing, Totzenbach, Waldenreut, Dornberg, und Siebenhirten. Der Sitz der Verwaltung befand sich im Schloss Neulengbach.

## Geschichte
Der letzte Inhaber der Familienfideikommissherrschaft war der Karl Johann Anton von Liechtenstein, der auch in Neulengbach begütert war. Als Folge der Reformen 1848/1849 löste er die Herrschaft auf.